# جواد قائم‌مقامی
جواد قائم‌مقامی (زاده ۱۳۲۰ - تهران) هنرپیشه، کارگردان، فیلم‌نامه‌نویس و تهیه‌کننده سینما اهل ایران بوده‌است.

## کارگردان
- در آمریکا اتفاق افتاد (۱۳۵۰)
- شب عروسی (۱۳۵۰)
- من شوهر می‌خواهم (۱۳۴۷)

## نویسنده
- در آمریکا اتفاق افتاد (۱۳۵۰)
- شب عروسی (۱۳۵۰)
- من شوهر می‌خواهم (۱۳۴۷)

## تهیه‌کننده
- در آمریکا اتفاق افتاد (۱۳۵۰)
- شب عروسی (۱۳۵۰)
- من شوهر می‌خواهم (۱۳۴۷)

## بازیگر
- در آمریکا اتفاق افتاد (۱۳۵۰)
- شب عروسی (۱۳۵۰)
- حادثه جویان (۱۳۴۹)
- شهر گناه (۱۳۴۹)
- جدایی (۱۳۴۸)
- روسپی (۱۳۴۸)
- عشق کولی (۱۳۴۸)
- قاتلین هم می‌گریند (۱۳۴۸)
- گربه را دم حجله می‌کشند (۱۳۴۸)
- گرفتار (۱۳۴۸)
- تحفه هند (۱۳۴۷)
- شاهراه زندگی (۱۳۴۷)
- من شوهر می‌خواهم (۱۳۴۷)
- حقه بازان (۱۳۴۶)
- روزهای تاریک یک مادر (۱۳۴۶)
- زن‌ها و شوهرها (۱۳۴۶)
- عروس تهران (۱۳۴۶)
- گوهر شب چراغ (۱۳۴۶)
- نسیم عیار (۱۳۴۶)
- هارون و قارون (۱۳۴۶)
- ولگردان ساحل (۱۳۴۶)
- شوخی نکن دلخور می شم (۱۳۴۵)
- فرار از حقیقت (۱۳۴۵)
- فیل و فنجان (۱۳۴۵)
- نخاله قهرمان (۱۳۴۵)
- افق روشن (۱۳۴۴)
- پاسداران دریا (۱۳۴۴)
- مزد خونین (۱۳۴۴)
- ببر رینگ (۱۳۴۳)
- وسوسه (۱۳۴۳)
- پرستوها به لانه بازمی‌گردن (۱۳۴۲)
- محکوم (۱۳۴۲)